# Régiment Lalesh
Le Régiment Lalesh est une milice yézidie formée lors de la seconde guerre civile irakienne. 

## Histoire
Le régiment Lalesh est dirigé par Khaled Ali et compte 300 hommes en 2019. Il est affilié aux Hachd al-Chaabi,. Politiquement, la milice est proche du gouvernement irakien et est opposée à une mainmise du PDK et à une présence du PKK à Sinjar, sans pour autant prôner l'affrontement armé.  